# Cnephalocotes tristis
Cnephalocotes tristis is een spinnensoort in de taxonomische indeling van de hangmatspinnen (Linyphiidae).
Het dier behoort tot het geslacht Cnephalocotes. De wetenschappelijke naam van de soort werd voor het eerst geldig gepubliceerd in 1954 door J. Denis.